# Richard C. Byrd
Pour les articles homonymes, voir Byrd.
Richard C. Byrd, né le 1er janvier 1815 dans le comté de Hawkins (Tennessee) et mort le 1er juin 1854 dans le comté de Jefferson (Arkansas), est un homme politique démocrate américain. Il est gouverneur de l'Arkansas par intérim en 1849.